# Elisabeth Scharang

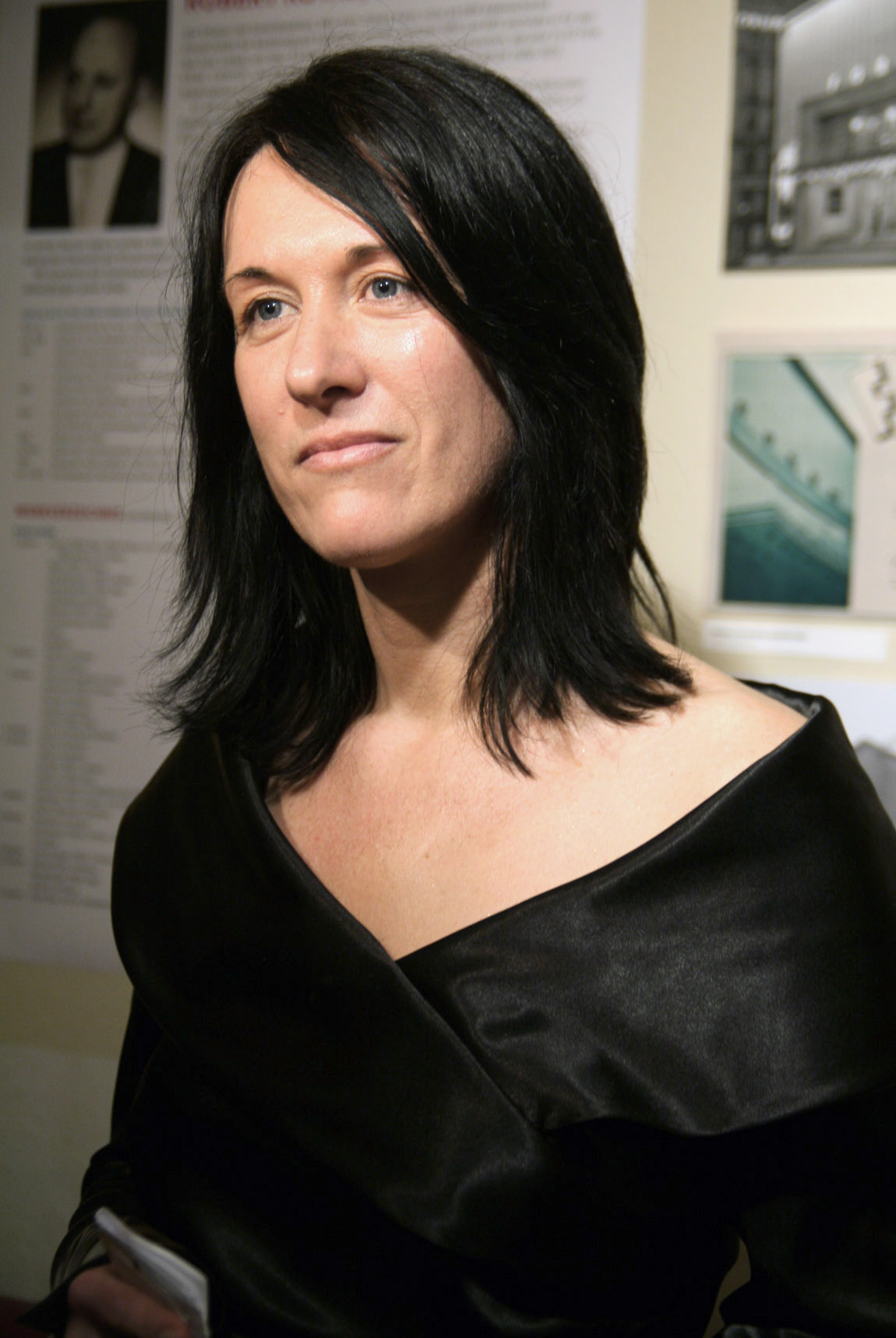
Elisabeth Scharang (2011)

Elisabeth Scharang (* 3. Februar 1969 in Bruck an der Mur) ist eine österreichische Spiel- und Dokumentarfilmregisseurin, Drehbuchautorin sowie Radio- und Fernsehmoderatorin.

## Leben und Werk
Die Tochter des Schriftstellers Michael Scharang maturierte 1987 an einem Wiener Gymnasium und begann, Politikwissenschaft, Soziologie und Philosophie zu studieren. Im selben Jahr begann sie auch ihre Karriere beim ORF als Journalistin und Moderatorin der Radiosendungen „ZickZack“ und „Musicbox“. Seit 1991 gestaltet sie für das Fernsehprogramm des ORF Reportagen und führt Regie bei Dokumentationen. Seit 1997 ist sie als freie Regisseurin und Radiomacherin tätig. Sie moderierte die wöchentliche Live-Talk-Sendung FM4 Jugendzimmer, später „Auf Laut“ im ORF-Radiosender FM4, leitete über ein Jahr lang abwechselnd mit anderen Moderatoren in ORF 2 den Club 2 und moderierte regelmäßig die Ö1-Sendung PUNKT EINS. Seit 2023 gestaltet Scharang an Feiertagen die FM4-Sendung FIELD RECORDINGS und die Gesprächsreihe „These trifft auf Erfahrung“ im Zuge der Science Arena auf Radio Ö1.
Mit dem Dokumentarfilm TINTENFISCHALARM, über und mit Alex Jürgen und der Erkundung von Alex intersexueller Identität, feierte Scharang die Weltpremiere auf der Berlinale. Das multimediale Projekt über alternative Arbeitsweisen, Kick Out Your Boss, wurde 2014 an Schauplätzen in drei Ländern – Serbien, Brasilien und Österreich – gedreht. 2015 erzählte sie die Story des Mörders und Häfenliteraten Jack Unterweger als Spielfilm, der Streifen Jack wurde fünfmal für den Österreichischen Filmpreis nominiert und wurde mit dem Thomas-Pluch-Drehbuchpreis 2016 für den besten abendfüllenden Spielfilm ausgezeichnet. WALD, frei nach dem gleichnamigen Roman von Doris Knecht mit Brigitte Hobmeier und Gerti Drassl in den Hauptrollen und Jörg Widmer hinter der Kamera, wurde in Toronto am TIFF 2023 präsentiert und erhielt vier Nominierungen für den Österreichischen Filmpreis 2024. Seit 2020 arbeitet Scharang gemeinsam mit Kristin Gruber an einem globalen Dokumentarfilm zu der Frage #HowToStopFemicide.

## Filmografie
- 1997: Die Tage der Kommune (Fernsehfilm)
- 1998: Schweigen und Erinnern (Fernsehfilm)
- 2001: Normale Zeiten (auch Drehbuch)
- 2005: Mein Mörder (auch Drehbuch, zusammen mit Michael Scharang)
- 2006: Tintenfischalarm
- 2006: Meine liebe Republik (Dokumentation über und mit Friedrich Zawrel und Florian Klenk)
- 2007: Franz Fuchs – Ein Patriot (auch Drehbuch, zusammen mit Karl Iro Goldblat) (Fernsehfilm)
- 2011: Vielleicht in einem anderen Leben[3]
- 2014: Kick Out Your Boss
- 2015: Jack
- 2019: Herzjagen
- 2020: Letter To A Friend (zusammen mit William Edouard Franck)
- 2020: Ebene 0 – Wenn die Menschen verstummen, sprechen die Maschinen (zusammen mit William Edouard Franck)[4]
- 2023: Wald

## Auszeichnungen

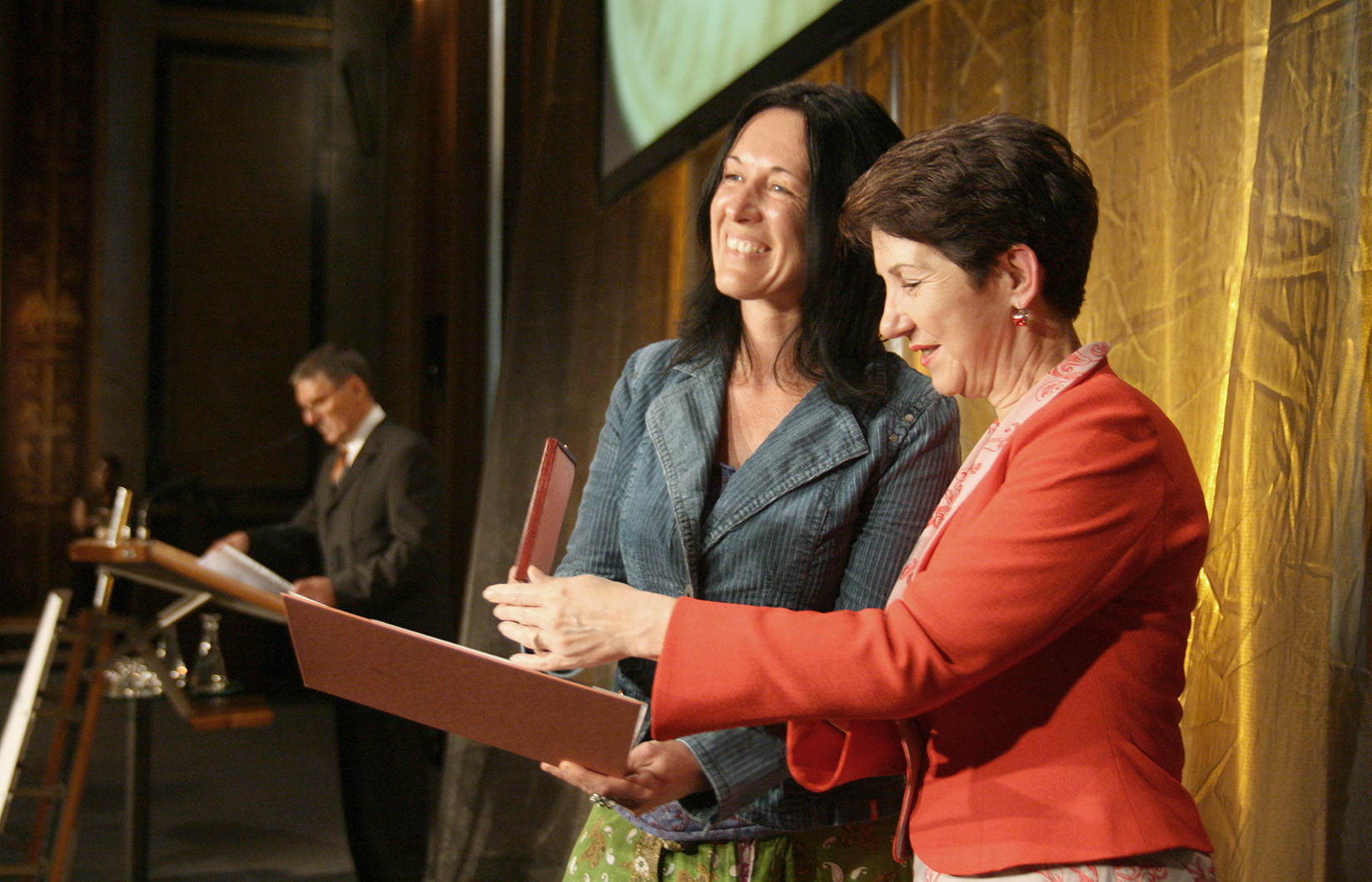
Elisabeth Scharang mit Barbara Prammer, Verleihung des Axel-Corti-Preises

- 1992: Österreichischer Staatspreis für Journalismus im Interesse der Jugend
- 1998: Österreichischer Volksbildungspreis für die Fernsehdokumentationen „Schweigen und Erinnern – Novemberpogrom in Österreich 1938“ und „Kinder klagen an – Eltern vor Gericht“
- 2001: Österreichischer Radiopreis der Erwachsenenbildung für experimentelles und interaktives Radio
- 2005: Fernsehpreis der Österreichischen Erwachsenenbildung für Buch und Regie zu Mein Mörder
- 2006: Romy für das beste Drehbuch zu Mein Mörder gemeinsam mit Michael Scharang
- 2006: FIPA D´OR für den besten Fernsehfilm Mein Mörder
- 2007: Erich-Neuberg-Preis für Franz Fuchs – Ein Patriot
- 2008: Romy für die beste Regie von Franz Fuchs – Ein Patriot
- 2008: Fernsehpreis der Österreichischen Erwachsenenbildung für Franz Fuchs – Ein Patriot
- 2008: FIPA D´Argent Preis der Jury für Franz Fuchs – Ein Patriot
- 2011: Ashkelon IFF, Bester Spielfilm Vielleicht in einem anderen Leben
- 2011: Axel-Corti-Preis
- 2015: Nominierung durch Die Presse zur Österreicherin des Jahres in der Kategorie Kulturerbe[5]
- 2016: Fünf Nominierungen für Jack für den Österreichischen Filmpreis
- 2016: Thomas-Pluch-Drehbuchpreis für den besten abendfüllenden Spielfilm Jack
- 2022: Ehrenzeichen des Landes Steiermark für Wissenschaft, Forschung und Kunst[6][7]
- 2023: Radiopreis der Erwachsenenbildung für die Sendereihe FM4 FIELD RECORDINGS
- 2023: Radiopreis der Erwachsenenbildung für die Gesprächssendung PUNKT EINS
- 2024: NDR-Preis Beste Regie für WALD am Filmkunstfestival MV Schwerin
- 2024: Best Feature WALD, Internationales Filmfestival Porto Femme
- 2024: Vier Nominierungen für WALD beim österreichischen Filmpreis